# CERN (Film)

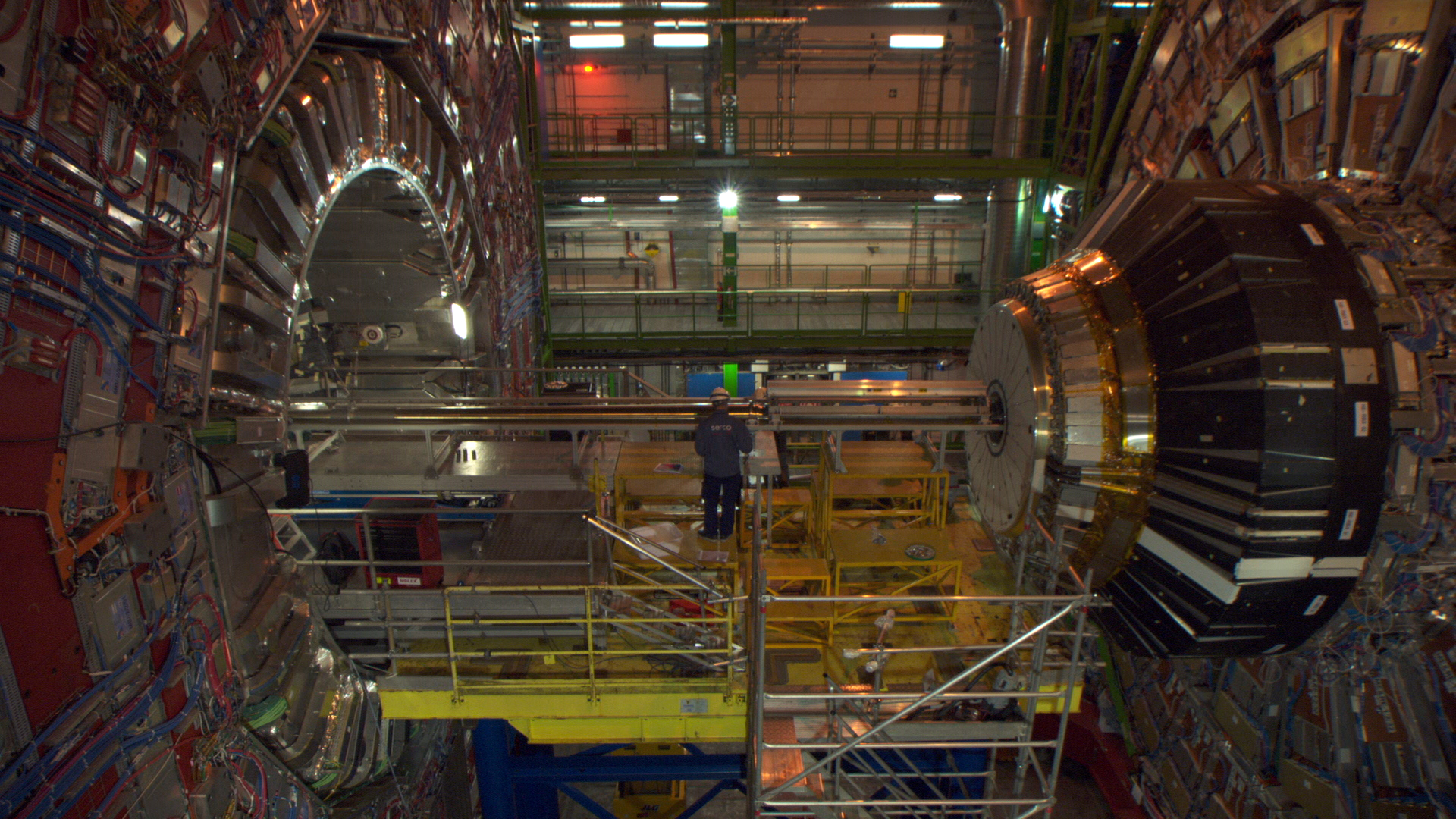
„Large Hadron Collider“ im Film CERN (2013)

CERN ist ein Fernseh-Dokumentarfilm des österreichischen Regisseurs, Kameramanns und Produzenten Nikolaus Geyrhalter über das Forschungszentrum CERN aus dem Jahr 2013. Der Film wurde in Koproduktion mit dem ORF produziert, die Premiere war am 15. Dezember 2013 auf ORF2 im Rahmen von dok.film. Weitere Ausstrahlungen fanden auf arte und SRF statt.

## Synopsis
Im Grenzbereich der Schweiz mit Frankreich befindet sich das CERN, ein autarkes, in sich geschlossenes Forschungszentrum. Zentral für die Forschung vor Ort ist der Large Hadron Collider, ein 27 Kilometer langer, ringförmiger Tunnel, mit dem Forscher versuchen, den Urknall nachzustellen, indem sie Protonen mit beinahe Lichtgeschwindigkeit kollidieren lassen.
Im gleichnamigen Dokumentarfilm geht Geyrhalter vor allem der Infrastruktur des Zentrums nach und folgt den Menschen, die die Maschinen dort betreiben. Der Film führt vor Augen, in welchem Spannungsfeld Mensch und Technik stehen und wie akribisch heutzutage geforscht wird; in Bereichen, die die Physik verlassen und ins Metaphysische hineinreichen.

## Kritiken
CERN wurde von der Presse als Einblick in ein sonst geschlossenes Zentrum rezipiert. „Nikolaus Geyrhalter zeigt Maschinen und Räume, die bisher für die Öffentlichkeit verschlossen blieben […]“. Die Kronenzeitung schreibt wie „[a]nhand episodenhafter Interviews mit Menschen, die hier leben und arbeiten, […] die Institution in ihrer ganzen Dimension sichtbar“ wird. Der Film wird im November 2014 auf dem Copenhagen International Documentary Film Festival gezeigt, im Programm heißt es:

“Nikolaus Geyrhalter has visited the site and its many employees, who share a deeply charming and fundamental curiosity about the world that surrounds us. From the woman who realises during the interview that she ranks her work just as highly (at least) as her family, to the Japanese scientist who gets stuck mid-sentence out of sheer admiration for the Higgs particle and the Nobel Prize-winning theory around it.”

„Nikolaus Geyrhalter hat diesen Ort und seine Angestellten besucht, die eine zutiefst charmante und gleichzeitig grundlegende Neugier auf die Welt, die uns umgibt, teilen. Sie reichen von der Frau, die sich im Interview darüber klar wird, dass sie ihre Arbeit mindestens so hoch einstuft wie ihre Familie, bis zu dem japanischen Wissenschaftler, der aus reiner Bewunderung für das Higgs-Teilchen und die Theorie, die es umgibt und die den Nobelpreis gewonnen hat, mitten im Satz stecken bleibt.“

CERN wird in Kopenhagen im Rahmen der „Special Screenings“ gezeigt.

## Festivals
- Copenhagen International Documentary Film Festival – CPH:DOX 2014[7]